# ألكسندر بين (مخترع)
ألكسندر بين أو أليكساندر باين (بالإنجليزية: Alexander Bain)؛ (12 أكتوبر 1810 – 2 يناير 1877) مخترعٌ ومهندسٌ اسكتلندي؛ هو أول من اخترع الساعة الكهربائية وحصل على براءة اختراع عليها. كما قام أيضاً بتركيب خطوط تلغراف السكك الحديدية بين إدنبرة وغلاسكو.

## النشأة
ولد ألكسندر بين في قرية Houstry، بالقرب من قرية واتن، في كيثنس، باسكتلندا. وتم تعميده في 22 نوفمبر 1810. ووالده كان مزارعاً. وكان لدى ألكسندر أخت توأم وهي مارجريت، وبالمجمل كان لديه ست أخوات وستة إخوة. لم يتفوق ألكسندر في المدرسة وتلقى تدريبه على صناعة الساعات في مدينة Wick.
بعد أن تعلم فن صناعة الساعات، ذهب إلى إدنبرة عاصمة اسكتلندا، وفي عام 1837 ذهب إلى لندن، حيث حصل على عمل في كليركينويل. وكان يتردد ألكسندر بين على المحاضرات في معهد البوليتكنيك ومعرض أديلايد وثم لاحقاً بنى ورشته الخاصة في شارع هانوفر. [بحاجة لمصدر]

## الساعة الكهربائية

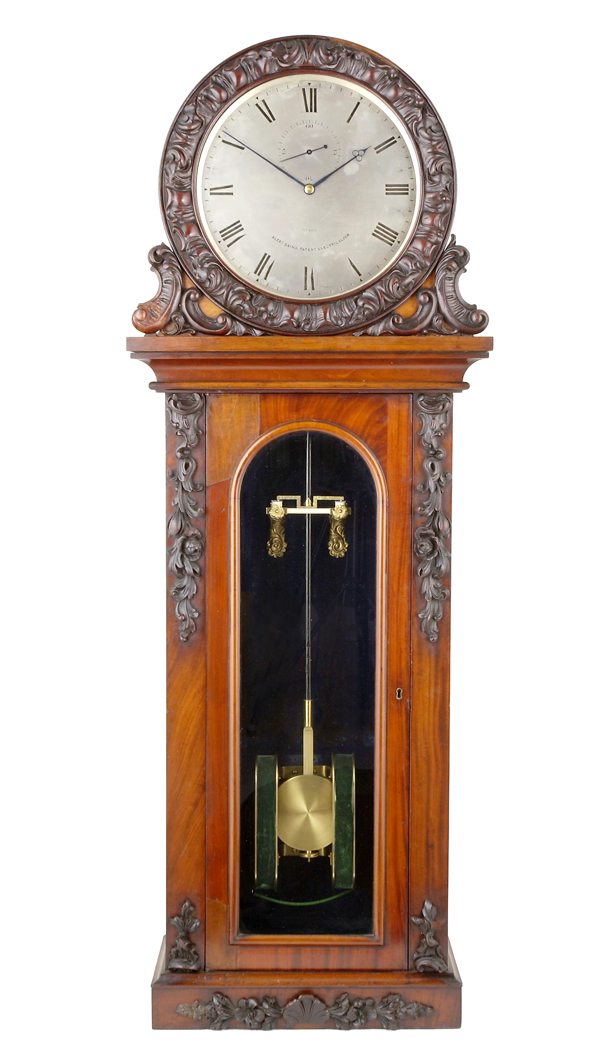
الساعة الكهربائية، ألكسندر بين - لندن، 1845.

في عام 1840، كان ألكسندر في حاجة ماسة إلى المال لتطوير اختراعاته، ذكر مشاكله المالية لمحرر مجلة Mechanics، الذي قدمه إلى السير تشارلز ويتستون عرض ألكسندر نماذجه على ويتستون، وعندما سأله ألكسندر عن رأيه قال: «أوه، لا ينبغي أن أكلف نفسي عناء تطوير هذه الأشياء أكثر! لا يوجد مستقبل لها.» بعد ثلاثة أشهر، قدم ويتستون ساعة كهربائية إلى الجمعية الملكية، مدعياً أنها اختراعه الخاص. ومع ذلك، تقدم ألكسندر بين بالفعل بطلب للحصول على براءة اختراع لها. حاول ويتستون منع حصول ألكسندر على براءات الاختراع، لكنه فشل. عندما نظم تشارلز ويتستون قانونًا برلمانيًا لإنشاء شركة التلغراف الكهربائية، استدعى مجلس اللوردات ألكسندر للإدلاء بشهادته، وأُجبرت الشركة في النهاية على دفع مبلغ 10 آلاف جنيه إسترليني لشركة ألكسندر ومنحه وظيفة مدير، مما تسبب في استقالة ويتستون.
تم تسجيل أول براءة اختراع لألكسندر في 11 يناير 1841، وكانت باسم جون باروايز، صانع الكرونومتر، وألكسندر بين، ميكانيكي. تصف براءة الاختراع ساعته الكهربائية التي تستخدم بندولًا يتحرك بواسطة النبضات الكهرومغناطيسية. قام بتحسين ذلك في براءات الاختراع اللاحقة، بما في ذلك اقتراح لاشتقاق الكهرباء المطلوبة من «بطارية أرضية»، والتي تتكون من صفائح من الزنك والنحاس مدفونة في الأرض.
في ديسمبر 1841، حصل باين بالاشتراك مع الملازم توماس رايت على براءة اختراع طريقة لاستخدام الكهرباء للتحكم في محركات السكك الحديدية عن طريق إيقاف البخار، ووضع علامات على الوقت، وإعطاء الإشارات، وطباعة المعلومات في مواقع مختلفة. كانت الفكرة الأكثر أهمية التي تم تضمينها في براءة الاختراع هي خطته لعكس إبرة التلغراف التي طورها سابقًا أمبير وويتستون وغيرهم: بدلاً من عمل إشارات بواسطة إبرة مغناطيسية محورية تحت تأثير مغناطيس كهربائي، قام بصنعها عن طريق تعليق ملف متحرك بين أقطاب مغناطيس ثابت. يظهر مفهوم مشابه في مسجل السيفون الخاص بالسير ويليام طومسون. اقترح ألكسندر أيضًا جعل الملف يسجل الرسائل عن طريق طباعتها، وهي فكرة طورها أكثر في براءة اختراع لاحقة. كان تلغرافه ناجحًا أيضًا في الخارج: «تم صنع أدوات ألكسندر النمساوية الأولية بواسطة Johann Michael Ekling في فيينا، ولاحقًا بواسطة k.k. Telegraphenwerkstätte Wein، ورش العمل الإمبراطورية الملكية للتلغراف في فيينا.» 
| ألكسندر بين (مخترع) | "For many years I have devoted myself to rendering electricity practically useful, and have been extensively engaged, not only in this country, but in America and on the Continent, in the construction and working of the Electric Telegraph; while at the same time, the employment of electricity in the measurement of time has also engaged my attention." "لقد كرست نفسي لسنوات عديدة لجعل الكهرباء مفيدة عمليًا وشاركت على نطاق واسع، ليس فقط في هذا البلد ، ولكن أيضاً في أمريكا والقارة، في بناء وعمل التلغراف الكهربائي؛ بينما في نفس الوقت، كما لفت انتباهي استخدام الكهرباء في قياس الوقت ". | ألكسندر بين (مخترع) |

- الكسندر بين، تاريخ قصير للساعات الكهربائية 

### أمثلة واقعية
تأتي ساعات ألكسندر بين الكهربائية الموجودة من مرحلتين من التطور بين أربعينيات وستينيات القرن التاسع عشر. يمكن رؤية الأمثلة في قاعة قرية Watten ، والمتحف الوطني في اسكتلندا، والمتحف البحري الوطني في لندن، ومتحف لندن للعلوم والمتحف الألماني للساعات. الساعات الأكثر ندرة وإثارة للاهتمام هي في أيدي القطاع الخاص. ظهرت إحداها في معرض "Electrifying Time" عام 1977 في متحف لندن للعلوم. وجدت شركة ألكسندر أحيانًا حلولًا معقدة ومزخرفة لمشاكل بسيطة نسبيًا، على الرغم من صعوبة حلها. أكثرها تعقيدًا، ساعة رف، عملت على دفع سحب كهرومغناطيسي، دفع سحب لكل فترة تأرجح كاملة باستخدام بندول مع حقول مغناطيسية متعارضة. في وقت مشابه جدًا، أنشأ Matthäus Hipp نظامًا أكثر بساطة وموثوقية يستخدم مفتاح تبديل بسيط لدفع البندول في كثير من الأحيان.

## آلة الفاكس
عمل ألكسندر بين على آلة فاكس تجريبية من عام 1843 إلى عام 1846. استخدم ساعة لمزامنة حركة بندولين لمسح رسالة سطراً بسطر. من أجل النقل، قام ألكسندر بتطبيق دبابيس معدنية مرتبة على أسطوانة مصنوعة من مادة عازلة. ثم قام مسبار كهربائي ينقل نبضات التشغيل المتقطع بفحص المسامير. تم نسخ الرسالة في محطة الاستلام على ورق حساس كهروكيميائي مشرب بمحلول كيميائي مشابه لذلك الذي تم تطويره للتلغراف الكيميائي الخاص به. في وصف براءة اختراعه بتاريخ 27 مايو 1843 عن «التحسينات في إنتاج وتنظيم التيارات الكهربائية والتحسينات في الساعات، والطباعة الكهربائية، وبرق الإشارة»، ادعى أن «نسخة من أي سطح آخر يتكون من مواد موصلة وغير موصلة بهذه الوسائل». تم توصيل جهاز الإرسال والاستقبال بخمسة أسلاك. في عام 1850 تقدم بطلب للحصول على نسخة محسنة ولكن بعد فوات الأوان، حيث حصل فريدريك باكويل على براءة اختراع لـ «تلغراف الصورة» المتفوق الخاص به قبل ذلك بعامين في عام 1848. 
أعادت آليات مختبر ألكسندر وباكويل إنتاج صور رديئة الجودة ولم تكن أنظمة قابلة للتطبيق لأن جهاز الإرسال والاستقبال لم يتم مزامنتهما أبدًا. في عام 1861 اخترع الفيزيائي الإيطالي جيوفاني كاسيلي أول آلة تيليفاكس عملية كهروميكانيكية تعمل تجاريًا، وهي Pantelegraph. قدم أول خدمة فاكس تجارية بين باريس وليون قبل 11 عامًا على الأقل من اختراع الهواتف القابلة للتطبيق. 

## التلغراف الكيميائي
في 12 ديسمبر 1846 ، حصل ألكسندر، الذي كان يعيش آنذاك في إدنبرة، على براءة اختراع تلغراف كيميائي. لقد رأى أن مورس والتلغرافات الأخرى المستخدمة آنذاك كانت بطيئة نسبيًا، بسبب القصور الذاتي الميكانيكي لأجزائها المتحركة، وأدرك أنه يمكن استخدام تيار الإشارة لعمل علامة يمكن قراءتها على شريط ورقي متحرك منقوع في خليط من نترات الأمونيوم والبوتاسيوم فيروسيانيد، والتي أعطت علامة زرقاء عند مرور تيار عبرها.
كانت السرعة التي يمكن بها عمل العلامات على الورق عالية جدًا لدرجة أن الإشارات اليدوية لا تستطيع مواكبة ذلك، ولذلك ابتكر ألكسندر طريقة للإشارة التلقائية باستخدام شريط ورقي مثقوب. تم استخدام المفهوم لاحقًا بواسطة ويتستون في المرسل التلقائي. تمت تجربة التلغراف الكيميائي الخاص بألكسندر بين مدينتي باريس وليل، وحقق سرعة 282 كلمة في 52 ثانية، وهو تقدم كبير في تلغراف مورس الذي يمكن أن يعطي فقط حوالي 40 كلمة في الدقيقة.
في إنجلترا، تم استخدام تلغراف ألكسندر على أسلاك شركة التلغراف الكهربائي إلى حدٍّ محدود، وفي عام 1850 استخدمه هنري أورايلي في أمريكا. ومع ذلك، فقد تسبب في عداء صموئيل مورس، الذي حصل على أمر قضائي ضده على أساس أن الشريط الورقي والأبجدية المستخدمة تقع ضمن براءة اختراعه. وبالتالي، بحلول عام 1859، كان تلغراف ألكسندر قيد الاستخدام على سطر واحد فقط ولم يدخل حقًا الاستخدام العام.

## حياته اللاحقة

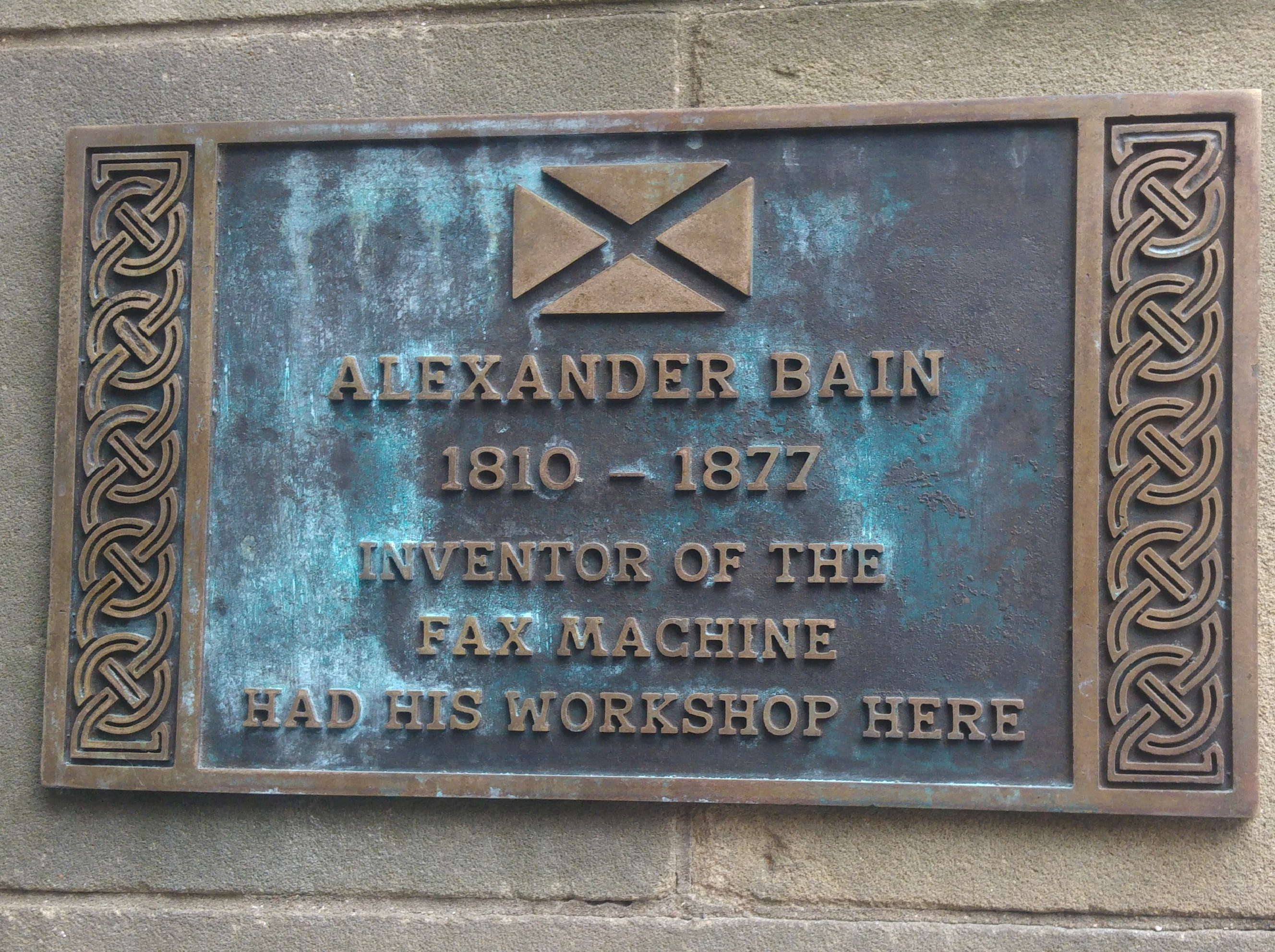
لوحة تذكارية لألكسندر بين في ورشته السابقة في شارع هانوفر في إدنبرة.

في البداية حقق ألكسندر مبلغًا كبيرًا من اختراعاته لكنه فقد ثروته في الاستثمارات الفاشلة. في عام 1873، حصل السير ويليام طومسون، والسير ويليام سيمنز، ولاتيمر كلارك وآخرون على معاش القائمة المدنية (Civil List) لشركة ألكسندر من رئيس الوزراء ويليم غلادستون بقيمة 80 جنيهًا إسترلينيًا سنويًا.

## وفاته وإرثه
دفن باين في مقبرة أولد آيل في بلدة Kirkintilloch. وتم ترميم القبر في عام 1959. كان للقبر تاريخ وفاة خاطئ وهو 1876 وتم تصحيحه لاحقًا إلى عام 1877. تقع حانة JD Wetherspoons في Wick بالقرب من مكان تدريب ألكسندر باين، تسمى الحانة الآن باسم «ألكسندر باين». أيضاً كتقدير لاختراعاته، تم تسمية مبنى BT الرئيسي في غلاسكو باسم (Alexander Bain House). وتعرض أحد أقدم الأمثلة على ساعة البندول النبضي كهربائيًا في متحف الساعات الألماني.
في عام 2016، حصل وهو متوفي على جائزة إيمي للتكنولوجيا والهندسة «لعمله الرائد في نقل الصور». ومجسم الجائزة معروض في Kirkintilloch Town Hall.

## براءات الاختراع
براءة الاختراع الأمريكية، 6837

## وصلات خارجية
- ألكسندر بين (مخترع) على موقع الموسوعة البريطانية (الإنجليزية)
- الاسكتلنديون المهمون، ألكسندر بين (بالإنجليزية). موقع electricscotland.com
- ألكسندر بين 1811-1877 (بالإنجليزية). موقع visitdunkeld.com
- تاريخ آلة الفاكس، «حصل ألكسندر بين على أول براءة اختراع لجهاز فاكس عام 1843». موقع thoughtco.com